# San Francisco Indijanci
San Francisco Indijanci, pleme američkih Indijanaca u drugoj polovici 18. stoljeća nastanjeni oko 40 milja jugoistočno od San Antonia u Teksasu, na Rancho de San Francisco, gdje ih 1775. (njih 17) nalazi Juan Agustín Morfi, koji ništa ne zna o njihovom etničkom porijeklu. U Hodgeovom  'Handbook of American Indians' , nazivaju se San Francisco Indians, no u španjolskim dokumentima ovakvo se plemensko ime nigdje ne pojavljuje. 
Hodge prema lokaciji misli da bi San Francisco Indijanci mogli pripadati porodici Karankawan, ali i navodi da o njihovom jeziku nije ništa poznato. Thomas Nolan Campbell, antropolog koji je preminuo 2003. (u 95. godini života) takđer ništa ne govori o njihovoj jezičnoj pripadnosti. 

## Vanjske poveznice
- San Francisco Indians